# Кряково (Псковский район)
Кряково — деревня в Ядровской волости Псковского района Псковской области.
Расположена в 13 км к юго-востоку от южной границы Пскова и деревни Черёха.
Численность населения деревни по состоянию на 2000 год составляла 1 житель.